# Tachyphonus coronatus
Tachyphonus coronatus là một loài chim trong họ Thraupidae.